# Усінський міський округ
Усі́нський міський округ (рос. Усинский городской округ, комі Ускар каркытш) — адміністративна одиниця Республіки Комі Російської Федерації.
Адміністративний центр — місто Усінськ.

## Населення
Населення району становить 44525 осіб (2017; 47229 у 2010, 52845 у 2002, 68467 у 1989).
Національний склад (станом на 2010 рік):
- росіяни — 26395 осіб (55,89 %)
- комі — 6548 осіб (13,86 %)
- українці — 3375 осіб (7,15 %)
- татари — 3170 осіб (6,71 %)
- азербайджанці — 669 осіб (1,42 %)
- білоруси — 653 особи (1,38 %)
- чуваші — 440 осіб (0,93 %)
- німці — 96 осіб (0,20 %)
- інші — 5883 особи

## Адміністративно-територіальний поділ
На території району 2 міських поселення та 6 сільських поселень:
| Поселення                          | Площа, км² | Населення, осіб (1989) | Населення, осіб (2002) | Населення, осіб (2010) | Центр          | Населені пункти |
| ---------------------------------- | ---------- | ---------------------- | ---------------------- | ---------------------- | -------------- | --------------- |
| Пармське міське поселення          | 1359,36    | 8898                   | 1387                   | 1248                   | Парма          | 1               |
| Усінське міське поселення          | 9372,32    | 47419                  | 45358                  | 40827                  | Усінськ        | 1               |
| Колвинське сільське поселення      | 824,91     | 452                    | 422                    | 370                    | Колва          | 2               |
| Мутноматерицьке сільське поселення | 9357,80    | 1872                   | 1791                   | 1560                   | Мутний Материк | 3               |
| Усадорське сільське поселення      | 319,31     | 5787                   | 378                    | 266                    | Усадор         | 5               |
| Усть-Лизьке сільське поселення     | 420,41     | 658                    | 543                    | 475                    | Усть-Лижа      | 2               |
| Усть-Усинське сільське поселення   | 4131,73    | 2171                   | 1785                   | 1462                   | Усть-Уса       | 2               |
| Щельябозьке сільське поселення     | 5141,98    | 1210                   | 1181                   | 1021                   | Щельябож       | 4               |

## Найбільші населені пункти
| №  | Населений пункт | Населення, осіб (1989) | Населення, осіб (2002) | Населення, осіб (2010) |
| -- | --------------- | ---------------------- | ---------------------- | ---------------------- |
| 1  | Усінськ         | 47 419                 | 45 358                 | 40 827                 |
| 2  | Парма           | 8 898                  | 1 387                  | 1 248                  |
| 3  | Усть-Уса        | 1 523                  | 1 253                  | 1 028                  |
| 4  | Мутний Материк  | 1 190                  | 1 157                  | 977                    |
| 5  | Щельябож        | 670                    | 666                    | 570                    |
| 6  | Денисовка       | 582                    | 548                    | 494                    |
| 7  | Новікбож        | 648                    | 532                    | 434                    |
| 8  | Захарвань       | 386                    | 409                    | 378                    |
| 9  | Колва           | 409                    | 381                    | 346                    |
| 10 | Усть-Лижа       | 461                    | 380                    | 345                    |